# 예수복음
《예수복음》(포르투갈어: O Evangelho segundo Jesus Cristo) 은 노벨 문학상을 수상한 포르투갈의 소설가 주제 사라마구의 대표작 중 하나로, 예수 그리스도의 관점에서 본 예수의 삶을 그리는 소설이다. 주제 사라마구의 풍부한 상상력을 통해 새로이 재구성되었다.
이 소설에서 묘사되는 예수는 요셉과 마리아의 아들이면서 하나님의 아들이기도 하다. 예수는 인간으로써 자신의 운명을 궁금해하며, 개심자가 아니라 연인인 막달라 마리아에 대한 사랑을 품고 있다. 한편, 하나님은 예수에게 씨를 준 진짜 아버지이자 유대인들의 신으로서, 오류를 범했거나 권력에 굶주려 있는 독재자이자, 목적을 위해서는 수단을 가리지 않는 비인간적인 모습으로 등장한다. 소설에서 예수는 하나님이 정한 자신의 운명을 놓고 그와 논쟁을 벌이지만, 결국 하나님이 정한 길을 가게 된다. 예수는 아버지들의 죄가 아니라 ‘아버지’ 하나님의 죄, 즉 자신에 대한 신앙과 스스로의 권세를 더욱 멀리 퍼트리려는 하나님의 욕망 때문에 십자가에 못박혀 죽어야만 했다.
《예수복음》은 발표된 후에 많은 비평가와 기독교인으로부터 논쟁을 불러 일으켰는데, 그 중에서도 특히 로마 가톨릭 교회는 주제 사라마구를 "실질적으로 그는 반종교주의자이다"라며 비난하기도 했다. 또한 주제 사라마구는 이 책이 출간되면서 파문을 일으켜, 조국 포르투갈에서 일시적으로 쫓겨나 스페인의 카나리아 제도 동단에 위치한 란사로테로 이주하기도 했다.

## 줄거리 요약
이 책에서 일어나는 사건들은 성경에서 묘사되는 예수 그리스도의 삶이나 실제 역사에 어느 정도 기초하기도 하나 대개 작가 주제 사라마구의 허구적인 상상력에 의존한다. 이 책은 예수가 수정되는 장면과 함께 시작된다. 예수는 나사렛의 요셉과 마리아 사이에서 태어났다.
예수의 탄생은 자기가 천사라고 주장하는 한 거지를 통해서 마리아에게 예언되며, 그로부터 9개월이 지나, 예수는 베들레헴의 한 동굴에서 태어난다. 당시 출산을 도와주려고 이웃이 산파로 보내준 종 살로메가 그곳을 지켰으며, 출산 후에는 그곳을 지나가던 3명의 목자가 선물을 해 준다. 이 3명 중에는 처음 마리아에게 예수의 탄생을 예언했던 그 천사도 포함되어 있었는데, 그가 선물을 주며 말했던 다음의 대사는 조금 의미심장하다. “이건 내가 직접 반죽을 해서 ‘땅 밑에서 타는 불’에 구운 빵이요.”
한편, 병환으로 시름시름 앓던 헤로데 대왕은 그의 꿈에 나타난 선지자 미가의 암시를 통해 “유대인의 왕은 이미 태어났다”는 사실을 알게 된다. 그는 “유대인의 왕”이 될 아기를 미리 죽이기 위해 베들레헴의 모든 세살 이하의 아기를 도살하라고 명령한다.
우연히도 며칠동안 베들레헴에서 목수 일을 찾았던 요셉은 군인들의 대화를 엿들어 이 사실을 알게 되었고, 혼비백산하여 예수가 있는 동굴로 달려간다. 특별한 동기없이 단순히 명령을 수행할 뿐이었던 군인들은 굳이 동굴까지 뒤지지는 않았기 때문에 아기 예수는 목숨을 건질 수 있었으며, 예수를 대신하여 베들레헴의 다른 모든 아이가 살해당한다.
이 사건 때 목수는 일종의 죄를 지었다고 여겨지는데, 그것은 그가 베들레헴의 아이들을 구할 수도 있었으나 자신의 아들만을 걱정하느라 그렇게 하지 못했다는 것이다. 이 사건이 있은 이후로 요셉은 악몽에 계속 시달리게 된다. 꿈에서 요셉은 무장한 군인으로, 지휘관의 어디 가냐는 질문에 다음과 같이 (처음에는 자랑스럽게, 나중에는 강제적으로) 대답한다. “예, 베들레헴으로 제 아들을 죽이러 가는 길입니다.” 요셉이 계속해서 이러한 악몽에 시달림에도 불구하고 예수는 목수의 아들로서 평범하게 성장했으며, 마리아는 계속해서 예수의 동생들을 낳았다. 한편 예수가 11세때 무렵, 유대인들은 갈릴리 유다가 이끄는 봉기를 일으켜 로마에 대항하기 시작했다.

## 줄거리 해설
1. ↑  먼 훗날 한 천사가 마리아에게 와서 밝히기를, 예수가 수태되던 당시 하나님이 자신의 씨와 요셉의 씨를 섞었고, 예수는 하나님의 아들로 태어났다고 하였다.
2. ↑  당시에는 로마 황제의 명령에 의해, 인구 조사를 목적으로 모든 가구는 반드시 그 아비의 출생지에서 호적 등록을 해야 했다.
3. ↑  동굴에 다시 나타난 천사가 마리아에게 다음과 같이 이른다.
| “ | 하지만 목수는 할 수 있는 일이 있었소. 목수는 마을 사람들에게 가서 군인들이 아이들을 죽이러 온다고 알릴 수 있었지. 그랬다면 아직 시간이 있었으니까 부모들이 아이들을 데리고 피신할 수 있었을 거요. …(중략)… 아버지의 죄는 자식들의 머리 위에 떨어지지. 요셉의 죄의 그림자가 이미 아들의 이마를 어둡게 덮고 있소. | ” |